# Quatuors avec piano de Beethoven
Pour les articles homonymes, voir Quatuors avec piano.

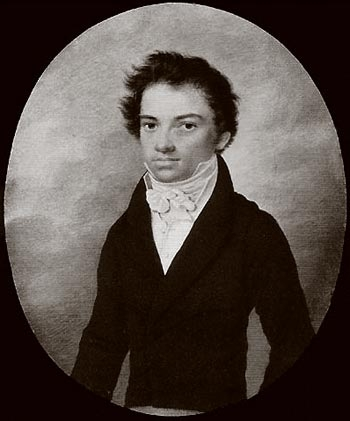
Portrait de Beethoven en 1786 par Joseph Neesen.

Ludwig van Beethoven a composé quatre quatuors avec piano qui datent de ses années de jeunesse: les trois quatuors WoO 36 en 1785 et un arrangement de son Quintette pour piano et vents op. 16 en 1796,.
Cette forme de musique de chambre était encore assez rare à l'époque et ne comportait que trois mouvements; les quatuors avec piano de Mozart sont contemporains mais rien ne prouve que Beethoven en ait eu connaissance. Ce n’est que bien plus tard, avec Brahms et Schumann, que l’on assistera au développement complet de la forme avec quatre mouvements et où les quatre instruments joueront rôle égal.

## Les quatuors WoO 36
Les quatuors WoO 36 ne sont publiés qu'en 1832 par Artaria à Vienne, après la mort de Beethoven, mais en changeant l'ordre initial: le WoO 36 n°3 était normalement le premier de la série. 
Ces quatuors mettent essentiellement en avant le piano et on pourrait dire qu'il s’agit plutôt de "concertos de chambre" pour piano accompagné par un trio à cordes. Ils sont sans doute influencés par Mozart, alors en vogue à la cour du Prince-Électeur de Cologne Maximilien François d'Autriche, particulièrement les sonates pour violon et piano KV 296 et 376-380  qui sont relatées dans le Magazin der Musik de Carl Friedrich Cramer en 1783, année même où cette revue mentionne la première œuvre publiée de Beethoven. Cependant, ces quatuors avec piano présentent déjà de nombreuses tournures personnelles du discours musical de Beethoven — ruptures harmoniques, thématiques, rythmiques, vigueur des conduites et des développements — et il en reprendra certains passages dans des œuvres ultérieures, totalement abouties.

### Quatuor avec piano en do majeur, WoO 36 n°3
1. Allegro vivace
2. Adagio con espressione
3. Rondo: Allegro

Duré d'exécution: environ 17 minutes.
Le thème initial de l’Allegro vivace est enjoué, rythmé avec légèreté, et amène au thème secondaire aimable et coulant. Puis paraît un motif plein de charmes en sol mineur espressivo (Beethoven le reprendra plus tard dans le premier mouvement de sa sonate pour piano n° 3). L’Adagio con espressione est un thème varié quasi méditatif que l'on retrouvera dans le deuxième mouvement de la sonate pour piano n° 1. Le rondo-allegro conclu avec une sorte de bonhomie allègre et présente des similitudes avec la Sonate pour violon et piano KV 296 de Mozart,.

### Quatuor avec piano en mi bémol majeur, WoO 36 n°1
1. Adagio assai
2. Allegro con spirito
3. Thème et variations: Cantabile

Duré d'exécution: environ 28 minutes.
Ce quatuor se situe stylistiquement dans la descendance de l'École de Mannheim et prend pour modèle la Sonate pour violon et piano KV 379 de Mozart. Il est aussi plus équilibré dans la répartition du jeu entre le piano et les cordes. Son introduction est constituée par un Adagio assai finement travaillé, d'emblée exposé au piano et aux cordes, menant à une section centrale où les cordes sont dominantes. L’Allegro con spirito, de forme sonate en mi bémol mineur, est de caractère douloureux et on retrouvera un de ses thèmes dans  le Rondo de la sonate pour piano n° 8. Le mouvement conclusif comporte un thème cantabile et six variations: la première con grazia au piano, la 2e au violon, la 3e adagio à l'alto, la 4e cantabile au violoncelle, la 5e en mi bémol mineur dramatique au piano accompagné par les cordes en accord, la 6e retourne en majeur avec tous les instruments réunis. Le thème, légèrement modifié, reparaît dans un Allegretto qui aboutit à une brève coda tendue,,.

### Quatuor avec piano en ré majeur, WoO 36 n°2
1. Allegro moderato
2. Andante con moto
3. Rondo: Allegro

Duré d'exécution: environ 16 minutes.
Ce quatuor est le moins travaillé du groupe et ne conserve qu'un intérêt documentaire sur l'évolution du jeune Beethoven. Son plan est emprunté à celui de la Sonate pour violon et piano KV 380 de Mozart. Le premier mouvement commence avec un appel à l'attention au piano, bientôt rejoint par les cordes, suivi par un dialogue antiphonaire entre les deux. L'exposition répétée mène à un second sujet plus lyrique, puis un développement central court, avant une récapitulation variée et la coda. Le mouvement lent, en fa dièse mineur (tonalité que l'on ne retrouvera qu'une seule fois dans les œuvres de la maturité de Beethoven: l’Adagio de la sonate Hammerklavier), s'ouvre avec un thème partagé au piano et au violon; les cordes mènent ensuite à une modulation en la majeur et la tonalité originale est rétablie dans la deuxième moitié du mouvement. Le rondo final s'ouvre sur un thème de valse exposé au piano puis repris au violon, dessinant les épisodes contrastants propres à la forme; curieusement, la partie de piano finit trois mesures avant la fin du mouvement, laissant les cordes fournir leur propre conclusion emphatique.

## Quatuor avec piano en mi bémol majeur, opus 16 bis

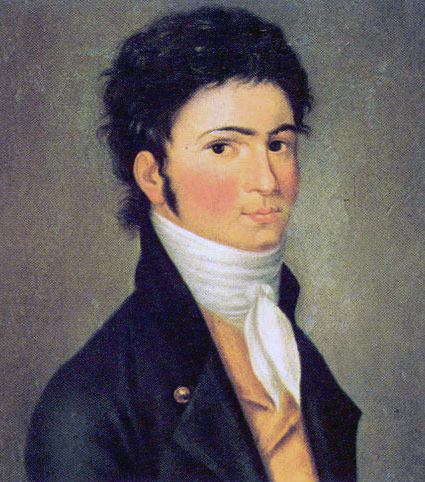
Beethoven vers 1800, portrait de C.T. Riedel, 1801

En 1796, Beethoven séjourne en été à Berlin et compose un Quintette pour piano, clarinette, hautbois, cor et basson en mi bémol majeur opus 16 qu'il dédie au Prince régnant de Schwarzenberg (peut-être l’avait-il entamé dès 1794) et qu’il crée le 6 avril 1797 à Vienne lors d’un concert organisé par Schuppanzigh donné dans les salons du restaurant d'Ignaz Jahn. Pour optimiser les ventes, il l'arrange sans délai en un quatuor avec piano, au prix d’une refonte minimale (la partie de clavier est intacte, même si les cordes jouent parfois là où les vents se taisaient). Ces deux versions sont publiées ensemble sous le numéro d’opus 16, en 1801,.
1. Grave – Allegro ma non troppo
2. Andante cantabile
3. Rondo: Allegro ma non troppo

Dans cette œuvre, Beethoven oppose les voix à la manière d'un concerto de chambre pour piano. La majestueuse introduction lente est suivie par les thèmes nonchalamment cantabile de l’Allegro ma non troppo, présentés par le piano puis les cordes à mi-parcours. Le développement transforme immédiatement la cadence finale de l’exposition en un ut mineur pseudo-tempétueux, avec des gammes explosives au piano et d’obstinés accents anacroustiques, avant une série de dialogues tendus, aux cordes, contre une figuration ondoyante, au clavier. Comme à son habitude, Beethoven équilibre son substantiel premier mouvement par une coda de 70 mesures.
L’Andante cantabile est un simple schéma de rondo où des apparitions de plus en plus ornées du thème principal déploient deux épisodes contrastifs (sol mineur, si bémol mineur). Comme dans le premier mouvement, une mélodie qui était primitivement un solo de piano se voit adjoindre, à mi-parcours, un accompagnement de cordes. Le premier épisode s’ouvre en un plaintif duo pour violon et violoncelle, aux lignes plus minutieusement ornées que dans l'original pour vents; similairement, l’épisode en si bémol mineur refond en une mélodie pour alto, plus fleurie, ce qui était au départ un majestueux solo de cor.
Dans le finale, Beethoven s’inspire de Mozart (ses concertos pour cor et plusieurs de ses concertos pour piano) et de son propre Concerto pour piano n° 2 en si bémol pour écrire un allant rondo de « chasse » à 6/8, sans doute influencé par la présence du cor dans l’ensemble original. L’épisode central laisse poindre une truculence beethovénienne quand le thème de rondo jaillit en mi bémol mineur. Sinon, le climat est à l’exubérance débridée jusqu'à la coda taquine, où une minuscule bribe du thème principal, au clavier, déclenche, au violon, plusieurs échos chevauchants — un détail charmant que Beethoven ajoute pour le quatuor avec piano.

## Discographie

### Quatuors WoO 36
- Christoph Eschenbach, membres du Quatuor Amadeus (DG Complete Beethoven Edition Vol. 14)
- New Zealand Piano Quartet (Naxos 8.570998)
- Milander Quartett (Divox CDX 20704)
- Anthony Goldstone, Cummings String Trio (Brilliant 93553/23)

### Quatuor opus 16 bis
- Divertimento Salzburg (Clavès)
- Nash Ensemble (Hyperion CDA67745)
- Zoltán Kocsis, membres du Quatuor Keller (harmonia mundi HMA 1903020)